# Das Monster aus dem Schrank
Das Monster aus dem Schrank (Duits voor Het Monster in de Kast) is het debuutalbum van de Duitse electrocore band We Butter the Bread with Butter. Het album werd op 21 november 2008 uitgebracht in Duitsland door Redfield Records.

## Tracklist
1. "Intro" – 0:19
2. "Schlaf Kindlein Schlaf" – 2:25
3. "Willst Du mit Mir Gehn" – 2:15
4. "Das Monster aus dem Schrank" – 3:27
5. "Breekachu" – 1:45
6. "Hänschen Klein" – 1:36
7. "Terminator und Popeye" – 2:11
8. "Backe Backe Kuchen" – 2:19
9. "World of Warcraft" – 2:15
10. "Fuchs Du Hast die Gans Gestohlen" – 2:34
11. "Alle Meine Entchen" – 2:17
12. "I Shot the Sheriff" – 1:47
13. "Hänsel und Gretel" – 2:27
14. "Der Kuckuck und der Esel" – 2:07
15. "Extrem" – 5:25
16. "Alle Meine Entchen (Orchester Version)" – 2:52
17. "Schlaf Kindlein Schlaf (Electro Version)" – 2:24
18. "See You Lätta Brotenkopf (Eerste WBTBWB Song)" – 0:41